# Eleccions legislatives eslovaques de 2023
Les Eleccions legislatives eslovaques de 2023 es van celebrar el 30 de setembre per escollir membres del Consell Nacional.

## Antecedents
A les eleccions legislatives eslovaques de 2020, OĽaNO, el partit guanyador, no va aconseguir suficient suport per governar en solitari, forçant a una coalició encapçalada per Igor Matovič formada pels populistes, Llibertat i Solidaritat, Som Família i Per a la Gent. El 28 de març de 2021, el primer ministre Matovič va anunciar que dimitiria a favor d'Eduard Heger i, a canvi, assumiria el càrrec de ministre de Finances. L'1 d'abril de 2021, el govern de Heger va ser aprovat per la presidenta Zuzana Čaputová.
Tot i que les eleccions estaven previstes per 2024, el 15 de desembre de 2022 el govern de Heger va perdre una moció de censura. Čaputová havia de nomenar un nou primer ministre però diversos partits de l'oposició i de la coalició guvernamental van manifestar que preferirien unes eleccions anticipades, obligant a modificar la Constitució per permetre celebrar-les, sent les primeres al país des de 2012.

## Sistema electoral
Des de 2014 els 150 membres del Consell Nacional son elegits per representació proporcional en una única circumscripció nacional amb una barrera electoral del 5% per a partits únics, 7% per a coalicions de dos o tres partits i 10% per a coalicions de quatre o més partits. L'elecció va utilitzar el sistema de llista oberta, amb escons assignats mitjançant el mètode de la resta més gran amb quota Hagenbach-Bischoff. Els votants van poder emetre fins a quatre vots preferents per als candidats del partit seleccionat.

## Resultats
El social-conservador Direcció – Socialdemocràcia (Smer-SD), liderat per l'antic primer ministre Robert Fico, va emergir com el partit més gran, guanyant 42 escons. L'Eslovàquia Progressista (PS) socioliberal i proeuropeu, va quedar en segon lloc, amb 32 escons. La Hlas-SD de l'antic primer ministre Peter Pellegrini, que es va separar de Smer-SD el 2020, va quedar tercer amb 27 escons. El conservador OĽaNO i els seus aliats van aconseguir 16 escons, menys d'una quarta part del seu total a les eleccions del 2020. El Moviment Democràtic Cristià (KDH) i el populista de dreta Partit Nacional Eslovac (SNS) van tornar a entrar al Consell Nacional després de no aconseguir el llindar de vots el 2020, guanyant dotze i deu escons respectivament. El liberal Llibertat i Solidaritat (SaS) va aconseguir onze escons, empatant les eleccions del 2012 com el seu pitjor resultat des de la fundació del partit.
|                         |                                                                   |           |        |          |      |
| Partit i Aliances       | Partit i Aliances                                                 | Vots      | %      | Escons   | +/-  |
|                         | Direcció - Socialdemocràcia (SMER-SSD)                            | 681.017   | 22,95  | 42 / 150 | 4    |
|                         | Eslovàquia Progressista (PS)                                      | 533 136   | 17,96  | 32 / 150 | 32   |
|                         | Veu – Socialdemocràcia (HLAS-SD)                                  | 436 415   | 14,70  | 27 / 150 | Nou  |
|                         | OĽaNO i Amics                                                     | 264 137   | 8,90   | 16 / 150 | 49   |
|                         | Moviment Democràtic Cristià (KDH)                                 | 202 515   | 6,82   | 12 / 150 | 12   |
|                         | Llibertat i Solidaritat (SAKSA)                                   | 187 645   | 6,32   | 11 / 150 | 2    |
|                         | Partit Nacional Eslovac (SNS)                                     | 166 995   | 5,63   | 10 / 150 | 10   |
|                         |                                                                   |           |        |          |      |
|                         | República                                                         | 141 099   | 4,75   | 0 / 150  | Nou  |
|                         | Aliança Hongaresa                                                 | 130 183   | 4,39   | 0 / 150  | =    |
|                         | Demòcrates                                                        | 87 006    | 2,93   | 0 / 150  | =    |
|                         | Som Família (SR)                                                  | 65 673    | 2,21   | 0 / 150  | 17   |
|                         | Partit Popular La nostra Eslovàquia (ĽSNS)                        | 25 003    | 0,84   | 0 / 150  | 17   |
|                         | Partit Comunista d'Eslovàquia (KSS)                               | 9 867     | 0,33   | 0 / 150  | Nou  |
|                         | Partit Pirata – Eslovaquia (PSS)                                  | 9 358     | 0,32   | 0 / 150  | Nou  |
|                         | Modrí, Most–Híd (MM)                                              | 7 935     | 0,27   | 0 / 150  | Nou  |
|                         | Fòrum hongarès (MF)                                               | 3.486     | 0,12   | 0 / 150  | Nou  |
|                         | MySlovensko (MS)                                                  | 2,786     | 0,09   | 0 / 150  | Nou  |
|                         | Karma                                                             | 2,407     | 0,08   | 0 / 150  | Nou  |
|                         | Ciutadans Comuns d'Eslovàquia (SOS)                               | 2,401     | 0,08   | 0 / 150  | Nou  |
|                         | COR Patriotes i Pensionistes - Unitat Nacional Eslovaca (SVD-SNJ) | 2,315     | 0,08   | 0 / 150  | Nou  |
|                         | Principis (PRINCÍP)                                               | 1,817     | 0,06   | 0 / 150  | Nou  |
|                         | 99% - Veu Cívica                                                  | 1,335     | 0,04   | 0 / 150  | =    |
|                         | Moviment de Renaixement Eslovac (SHO)                             | 1,332     | 0,04   | 0 / 150  | =    |
|                         | Bloc Patriòtic (VP)                                               | 1,262     | 0,04   | 0 / 150  | Nou  |
|                         | Unió Democràtica i Cristiana Eslovaca – PD (SDKÚ-DS)              | 771       | 0,03   | 0 / 150  | Nou  |
|                         |                                                                   |           |        |          |      |
| Vots vàlids             | Vots vàlids                                                       | 2.967.896 | 98,83  |          |      |
| Vots blancs i nuls      | Vots blancs i nuls                                                | 35.052    | 1,17   |          |      |
| Total                   | Total                                                             | 3.002.948 | 100,00 | 150      | =    |
| Registrats/Participació | Registrats/Participació                                           | 4.388.872 | 68,42  | 2,67     | 2,67 |
| Font:                   |                                                                   |           |        |          |      |

## Conseqüències
Com que cap partit o aliança no va arribar als 76 escons necessaris per a la majoria es va formar un govern de coalició amb la suma de Direcció – Socialdemocràcia (Smer-SD), Veu – Socialdemocràcia (HLAS-SD) i el Partit Nacional Eslovac (SNS) amb Robert Fico com a primer ministre, investit el 25 d'octubre de 2023.